# Apatelodes tropea
Apatelodes tropea is een vlinder uit de familie van de Apatelodidae. De wetenschappelijke naam van de soort is, als Thelosia tropea, voor het eerst geldig gepubliceerd in 1896 door William Schaus.